# Sacra Famiglia con san Giovanni Battista e santa Caterina d'Alessandria
La Sacra famiglia con san Giovanni Battista e santa Caterina d'Alessandra è una pittura a olio tela di Jacopo Palma il Vecchio, datato presumibilmente intorno al 1528 e conservato nella pinacoteca del Gallerie dell'Accademia di Venezia. Il dipinto ha particolare valore non essendo stato ultimato dal Negretti ma, successivamente alla sua morte, da Tiziano Vecellio. Il dipinto è da considerarsi uno dei migliori lavori dell'artista.

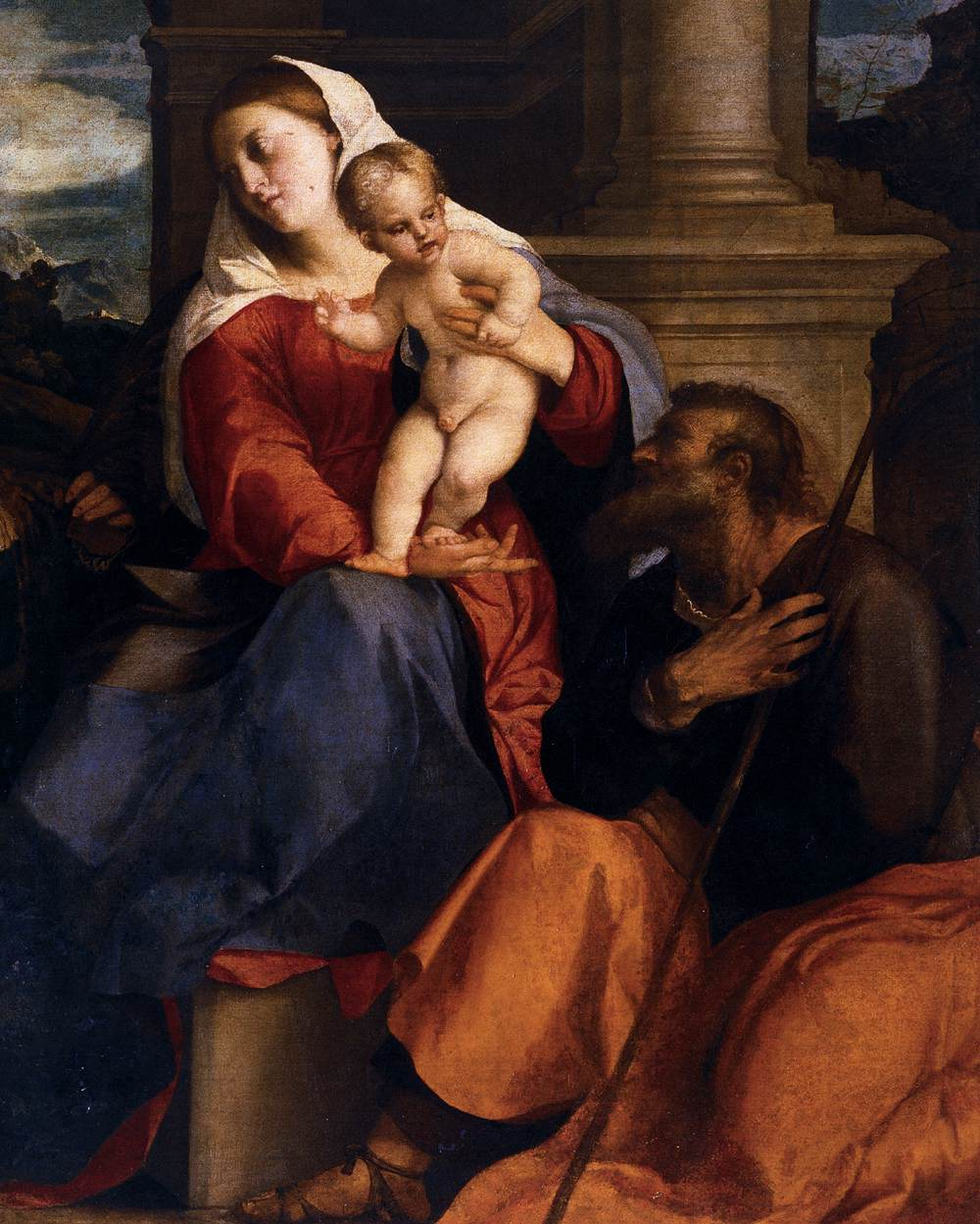
Palma il Vecchio - Sacra conversazione- Particolare

## Storia descrizione e stile
Il dipinto, considerato tra gli ultimi lavori dell'artista, fu catalogato alla morte del Negretti nell'inventario del suo studio, con il titolo di Fuga in Egitto e commissionato dall'antica famiglia veneziana dei Querini. L'opera viene inizialmente individuata presente come proprietà di Widmann, poi dei Passamano e acquistato nel 1900 da Alessandro Bedendo antiquario con il dipinto San Gerolamo in meditazione sempre dell'artista bergamasco, per la pinacoteca delle Gallerie dell'Accademia.
L'opera subì nel tempo non pochi restauri che hanno evidenziato alcune parti che furono oggetto di ripensamento da parte dell'artista, in particolare, la testa della santa alessandrina che dovrebbe non essere stata ultimata dal Negretti, e quindi parte poi terminata dal Tiziano come indicato da Bernard Berenson: «terminato dal Caldorino». Il Tiziano dovrebbe aver quindi terminato la parte della testa della santa, il suo mantello e parte del paesaggio. Gli studi riflettografici e radiografici dell'opera hanno anche rilevato che i personaggi erano inseriti in una situazione abitativa e collinosa, inoltre ai piedi di san Giovanni Battista, il Palma aveva raffigurato due personaggi maschili, probabilmente i committenti e lo sguardo del Bambino, nella prima stesura, era sicuramente rivolto a loro.
L'artista aveva realizzato un dipinto a medesimo soggetto, conservato nella pinacoteca del Museo nazionale di Capodimonte, ma dove sono raffigurati sul lato destro inferiore i due committenti, probabilmente una copia di giovani sposi. Anche se la composizione si presenta differente, molte sono le caratteristiche che avvicinano le due opere.
Il dipinto presenta un momento molto intimo e conviviale della sacra famiglia con santi, quindi non corrispondente ai racconti evangelici, e con un contrasto cromatico molto acceso. A sinistra è rappresentata l'immagine di san Giovanni Battista con indosso la pelle di cammello e un manto verde; in mano tiene una lunga croce di legno e ai suoi piedi l'agnello simbolo sacrificale. Segue l'immagine quella di santa Caterina d'Alessandria molto corposa, come usanza della pittura del Negretti, che volge lo sguardo alla Vergine. Accanto a lei la ruota attributo con il quale viene riconosciuta. Queste immagini sono poste in un paesaggio naturale, dove le montagne sfumano di colore azzurro nel cielo terso. Un castello e un paese sono raffigurati nella parte centrale, a creare una ulteriore forma di movimento. La Vergine è seduta su di un blocco di pietra e tiene il Bambino che pare sfuggirle dalle braccia tanto è proteso verso san Giuseppe che è di lui in adorazione. Questi sono collocati sul lato destro della tela in una struttura neoclassica dove domina una colonna in marmo portante.
L'opera conferma nella sua interezza la grande maturità che l'artista originario di Serina nel bergamasco aveva raggiunto in terra veneta.